# Pouteria brevipetiolata
Pouteria brevipetiolata é um espécie de planta na família Sapotaceae. É encontrada no Equador.